# 8 Чаши
8 Чаши (лат. 8 Crateris), HD 95698 — двойная звезда в созвездии Гидры на расстоянии приблизительно 187 световых лет (около 57,4 парсек) от Солнца.

## Характеристики
Первый компонент (WDS J11024-2650A) — жёлто-белая звезда спектрального класса A9III-IV, или F0, или F1V, или F2V. Видимая звёздная величина звезды — +6,21m. Масса — около 1,699 солнечной, радиус — около 1,927 солнечного, светимость — около 7,849 солнечной. Эффективная температура — около 7032 K.
Второй компонент (WDS J11024-2650B). Видимая звёздная величина звезды — +7,1m. Удалён на 0,1 угловой секунды (5,31 а.е.).

## Планетная система
В 2019 году учёными, анализирующими данные проектов HIPPARCOS и Gaia, у звезды обнаружена планета HIP 53963 b.